# تاتسو هوری
تاتسو هوری (به انگلیسی: Tatsuo Hori) (زاده دسامبر ۱۹۰۴– درگذشت ۲۸ مه ۱۹۵۳) نویسنده، شاعر و مترجم ژاپنی در دورۀ شووا بود.

## اوایل زندگی

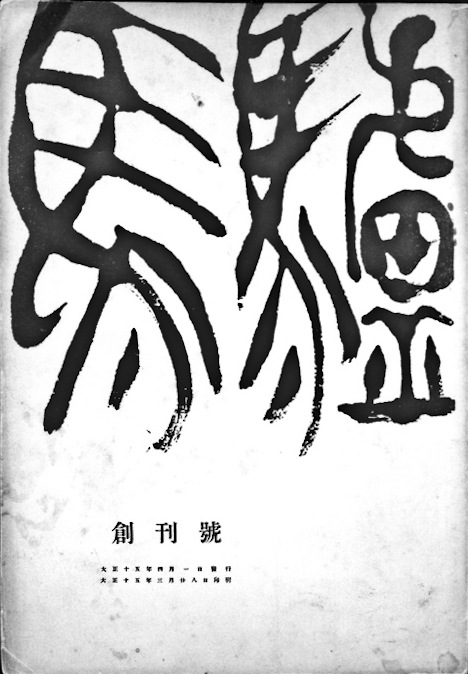
جلد اولین شماره رمان ربا در آوریل ۱۹۲۶.

هوری در توکیو متولد شد و فارغ‌التحصیل دانشگاه امپراتوری توکیو بود. وی در حالی که هنوز دانشجو بود، در ترجمه شاعران مدرن فرانسوی به مجله ای ادبی به نام روبا کمک مالی می‌کرد که توسط مورو سایسه ای، شاعر حمایت می‌شد. او خود را شاگرد ریونوسوکه آکوتاگاوا می‌دانست، اما آثار اولیه او دارای جنبش ادبی پرولتاریا است که توسط دوستانش ناگای تاتسو و کوبایاشی هیدئو در او مشاهده می‌شد. آثار بعدی او حرکتی به سوی نوگرایی را نشان می‌دهد.

## حرفۀ ادبی
هوری تعدادی رمان کوتاه و شعر نوشت که در مکان‌های جوی مانند یک آسایشگاه کوهستانی در منطقۀ استان ناگانو روایت می‌شدند و مضمون مالیخولیک مرگ آنها را مشخص می‌کند، که نشان‌دهندۀ جنگ مداوم او با سل است. سبک او که غالباً بی‌پیرایه و امپرسیونیستی بود، مورد ستایش یاسوناری کاواباتا قرار گرفت.

### آثار مهم
- ۱۹۳۲: (خانوادۀ مقدس (聖家族 Sei kazoku؟)
- ۱۹۳۳: روستای زیبا (美しい村 Utsukushii mura؟)
- ۱۹۳۶–۳۷: باد برخاسته است (風立ちぬ Kaze tachinu؟)
- ۱۹۳۷: خاطرات کاگرو (かげろふの日記 Kagerō no nikki؟)
- ۱۹۴۱: نائوکو (菜穂子 Naoko؟)
- ۱۹۴۱: آرانو (曠野 Arano؟)
- ۱۹۴۲: دوران کودکی (幼年時代 Younen jidai؟)